# TNT換算

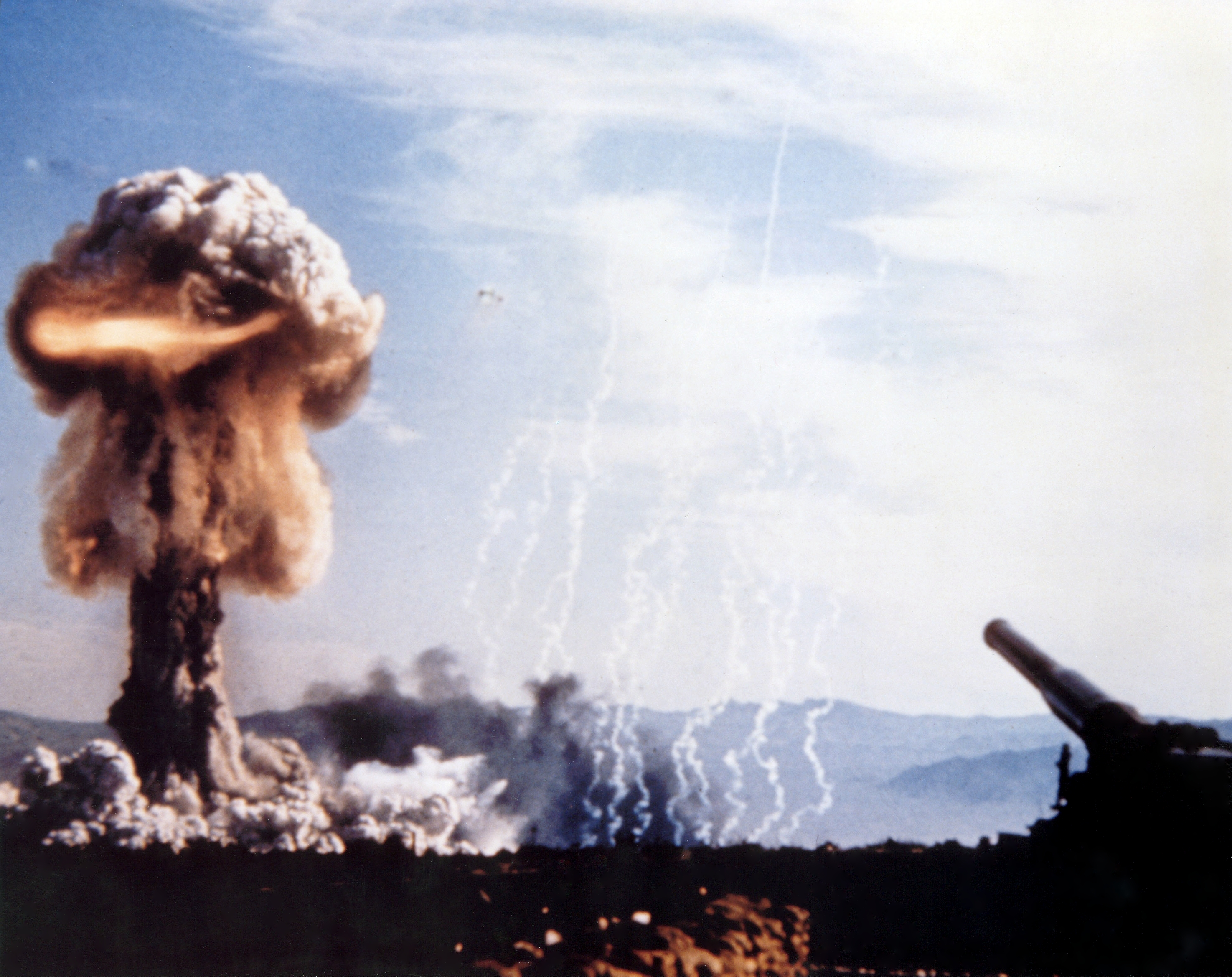
1953年に行われたW9核砲弾の実験。M65 280mmカノン砲で発射。核出力は広島に投下されたのと同じ15kt。

TNT換算（ティーエヌティーかんさん、英: TNT equivalent）とは、爆薬の爆発などで放出されるエネルギーを等エネルギー量のトリニトロトルエン（TNT）の質量に換算する方法である。
TNT換算で得られる質量をTNT当量という。TNT当量が1トン（1メトリックトン = 1000キログラム）であるエネルギーを、1TNT換算トン、1TNTトン、あるいは誤解の余地がないときは単に1トンといい、必要に応じてキロ（1000）、メガ（100万）のSI接頭語をつけて使う。
ニュースなどでも「A国の原爆BはTNT換算で50キロトンの破壊力」などと表す使い方が一般的に見かけられる。TNT換算で評価できるのは爆発時の破壊力だけであり、核兵器の使用に伴う放射線障害や放射能汚染は考慮されない。
なお、核爆弾以外の通常爆弾で、何トン爆弾という表現が使われることがあるが、これは爆弾の実際の質量であり、TNT当量ではない。

## 定義
TNTとは高性能爆薬の名称である。TNT1グラムは、理論上は1160カロリーの化学エネルギーを有するが、TNT爆薬1グラムの爆発で放出されるエネルギーは、実際には980カロリーから1100カロリーまでの幅がある。
このため計算に便利なよう、1TNT換算グラムは1000カロリーと定義されている。したがって、
- 1TNT換算キログラム = 106カロリー
- 1TNT換算トン       = 109カロリー

カロリーには複数の定義があるが、通常は、1カロリー = 4.184 J（ジュール）（熱化学カロリー〈英語: thermochemical calorie〉）であり、1TNT換算トン = 4.184×109 Jとなる。米国のNISTでもこの数値を採用している。

## 由来
1945年7月16日にアメリカ合衆国で人類最初の原子爆弾の実験（トリニティ実験）が行われたが、これに先立つ5月17日に同所で108tのTNT火薬による予備実験が行われた。以来、核兵器の爆発力の測定の単位になった。

## 例
広島市に落とされた原子爆弾（リトルボーイ）は、TNT換算で16 kt ± 2 kt である（リトルボーイ#核出力）。これは、
16×103 × 4.184×109 J = 6.694×1013 J
と換算できる。
長崎市に落とされた原子爆弾（ファットマン）は、TNT換算で21 kt ± 2 ktである。
世界最大の水素爆弾とされるツァーリ・ボンバは、TNT換算で50メガトンである（諸説あり）。
比喩的に「メガトン級」や「ギガトン級」などという言葉が使われる事もある。
| グラム単位   | 記号 | トン単位     | 記号 | エネルギー     | エネルギー（SI接頭語有り） |
| ------------ | ---- | ------------ | ---- | -------------- | -------------------------- |
| グラム       | g    | マイクロトン | μT   | 4.184×103 J    | 4.184 kJ（キロジュール）   |
| キログラム   | kg   | ミリトン     | mT   | 4.184×106 J    | 4.184 MJ（メガジュール）   |
| メガグラム   | Mg   | トン         | t    | 4.184×109 J    | 4.184 GJ（ギガジュール）   |
| ギガグラム   | Gg   | キロトン     | kt   | 4.184×1012 J   | 4.184 TJ（テラジュール）   |
| テラグラム   | Tg   | メガトン     | Mt   | 4.184×1015 J   | 4.184 PJ（ペタジュール）   |
| ペタグラム   | Pg   | ギガトン     | Gt   | 4.184×1018 J   | 4.184 EJ（エクサジュール） |
| エクサグラム | Eg   | テラトン     | Tt   | 4.184 × 10²¹ J | 4.184 ZJ（ゼタジュール）   |